# Brooke Candy
Brooke Dyan Candy (Oxnard, California, 
20 de julio de 1989) es una rapera, cantante, modelo, fotógrafa y estríper estadounidense. Adquirió fama al coprotagonizar el videoclip del sencillo de Grimes “Genesis”. Publicó sus vídeos "Das me", "Everybody Does" y "I Wanna Fuck Right Now" de manera independiente antes de colaborar con el fotógrafo Steven Klein y el estilista Nicola Formichetti en su octavo video, "Opulence". Candy se unió a la discográfica RCA en febrero de 2014. 
El padre de Candy es el CFO de la revista Hustler y el CEO del Casino Hustler, y la propia Brooke Candy ha estado empleada por Hustler como estilista. Sus contactos en la industria le ayudaron para trabajar de becaria para la estrella de telerrealidad y estilista Rachel Zoe. Antes de convertirse en cantante pop, Candy trabajó en un club de estriptis llamado Seventh Veil durante ocho meses. Conocida por sus bikinis metálicos y sus trenzas rosas, Candy ha sido comparada con Gwen Stefani, Lady Gaga y Lil' Kim. Candy cita el transhumanismo y la cultura superhéroe como inspiración para sus trajes metálicos.

## Primeros años
Brooke Candy nació en Oxnard, California. Se crio en el suburbio de Agoura Hills en Los Ángeles y tiene ascendencia italiana y judía. Sus padres se divorciaron cuando ella tenía ocho años. Su madre era una enfermera pediátrica mientras que su padre era CFO de la revista Hustler. Candy ha hablado de la gran diferencia entre las vidas de sus padres: "Las oficinas de Hustler eran muy llamativas e increíbles. Solía comer helado y ver la televisión y simplemente pasar de eso a estar con mi madre, que no tenía nada. Era extraño... Es esta idea de la dualidad con la que estoy obsesionada." También vivió en su coche durante un tiempo, trabajando de bailarina exótica en el club Seventh Veil en Hollywood.
Mientras trabajaba de becaria para Rachel Zoe, Candy contactó con Larry Flynt, buscando trabajo como fotógrafa para Hustler. Flynt acabó contratándola como estilista de maniquíes para los escaparates. Candy describe este trabajo como "vestir a los maniquíes de manera provocativa."

## Arte

### Imagen pública
La estética de Candy se ha descrito como una estética stripper-conoce-Tumblr. Colabora a menudo con el diseñador de moda Seth Pratt. Siguiendo la tendencia de la cultura stan, Candy ha apodado a sus fanes #FagMob. Considerándose a sí misma principalmente estríper y rapera, Candy también dirige un blog dedicado a la fotografía. El bloguero de la revista Vice Ali Carman le preguntó a Candy, en una entrevista, si estaba ofendida debido a que su persona en internet se consideraba falsa. Ella respondió: “Mi persona es una realidad para mí, ya sabes. Como que yo nunca rapearía y actuaría así si no fuese realmente mi mentalidad, y no actuaría de una manera super sexual si siendo una stripper no hubiese sido la manera en la que ganaba dinero”.

### Influencias
Candy reconoció a Lil' Kim como una inspiración para su técnica de rapear y su imagen irreverente. Abiertamente lesbiana, Candy también expresa ideales feministas, diciendo sobre el tema:

Bien, siendo una mujer a la que le gustan las mujeres, creo que se podría decir que he obtenido inspiración y he querido fomentar mujeres fuertes toda mi vida. Se trata de mujeres ayudando a mujeres. No hay suficientes colaboraciones como había antes. ¿Recuerdas esa canción “Ladies Night” con  Missy, Angie Martinez, Da Brat y Left Eye?

## Vida personal
Candy es abiertamente pansexual y cita a Lil' Kim como inspiración para su técnica de rapear y su imagen irreverente. También expresa fuertes ideales feministas. Su padre es el CFO de la revista Hustler y CEO del Casino Hustler, con quien mantiene una buena relación, a pesar de su descontento con su trayectoria profesional y su imagen sexualizada. Sobre él, Candy ha dicho: "Mi padre no estará de acuerdo con lo que hago hasta que no gane más dinero que él." A Candy le encanta viajar, y ha señalado Copenahague y Hamburgo como sus destinos favoritos. Candy tiene el nombre de "Gotti" tatuado en el interior de su antebrazo en honor a John Gotti, el cual también dio nombre a su cachorro. Es firme defensora de la legalización del trabajo sexual y del uso recreativo de la marihuana.
La imagen de Candy es altamente sexualizada. "Me dijeron que no hiciese algo tan sexual", declaró al periodista de New York Christopher Glazek, recordando una conversación que tuvo con los ejecutivos de su discográfica sobre el videoclip de su canción "I Wanna Fuck Right Now".

## Discografía
| - 2019: Sexorcism - 2014: Opulence - 2013: The Mixtape | - 2014: Opulence - 2015: Rubber Band Stacks - 2016: Happy Days - 2016: Changes - 2017: "Living Out Loud" - 2018: "War" - 2018: "My Sex" - 2019: "XXXTC" - 2019: "Happy" | - 2012: Das Me - 2013: Everybody Does - I Wanna Fuck Right Now - Pussy Make The Rules - Dumb - 2014: Opulence - 2015: Rubber Band Stacks - 2016: Happy Days - 2016: Nasty - 2016: Paper or plastic - 2017: Volcano - 2018: My Sex ft. Pussy Riot, Mykki Blanco, MNDR - 2019: Happy | - 2012: Cloud Aura (de Charli XCX) - Theme Music (de Count Mack) - 2013: Take Me Away (con Bleachers, Rachel Antonoff) - 2015: 2 On (de Tinashe) - 2017: Todos Querem Sim (I Got It) (de Pabllo Vittar Ft. Brooke Candy, Cupcakke & SOPHIE) |

## Filmografía
| Año  | Título                            | Papel               | Notas           |
| ---- | --------------------------------- | ------------------- | --------------- |
| 1998 | Daniel el travieso ataca de nuevo | Chica del trampolín | Cameo           |
| 2011 | Bloodrape                         | Baby K              | Papel principal |